# Jüdischer Friedhof am Kreuzweg in Linn

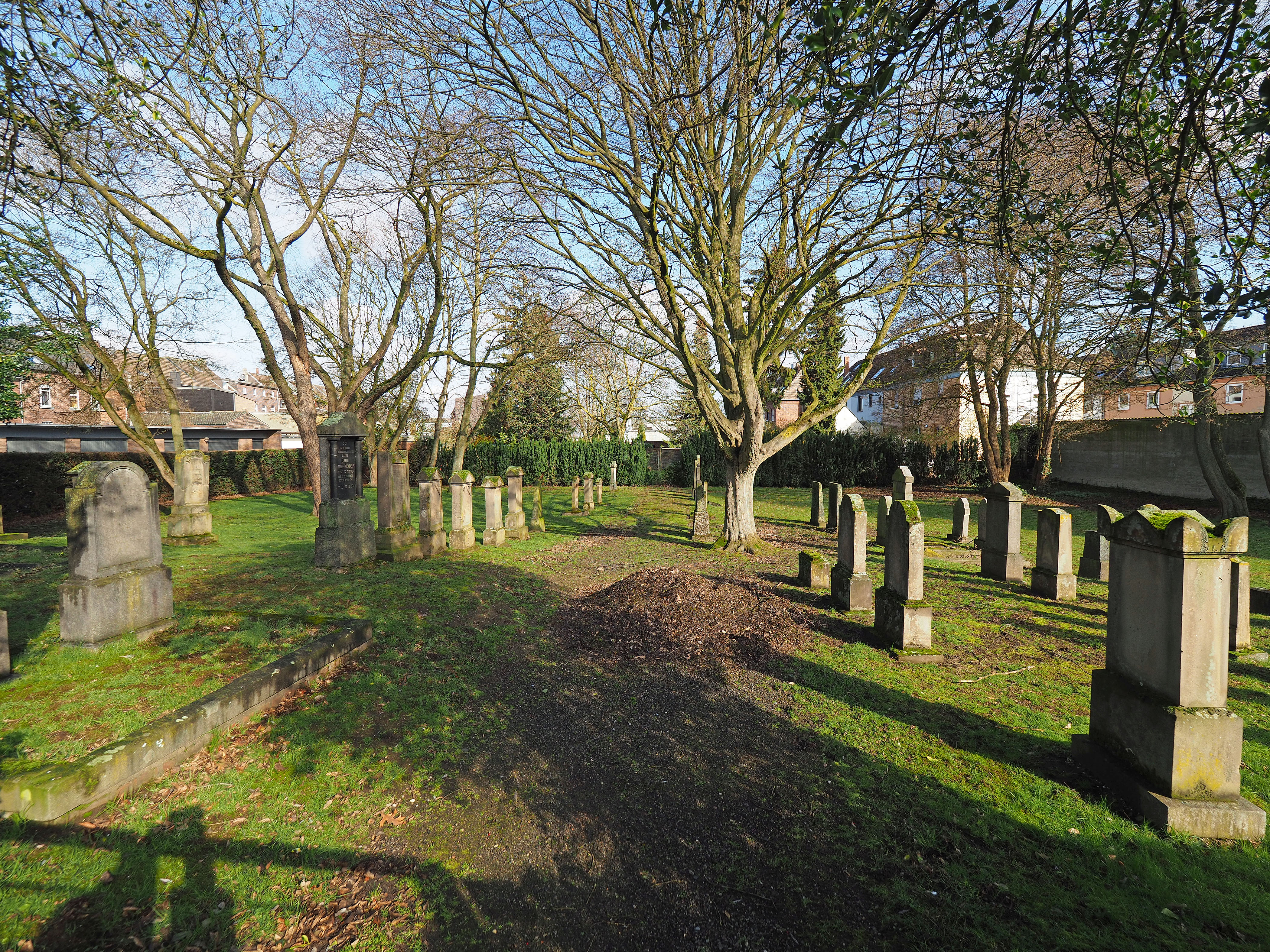
Jüdischer Friedhof am Kreuzweg in Linn (2019)

Der Jüdische Friedhof am Kreuzweg in Linn liegt in der kreisfreien Stadt Krefeld in Nordrhein-Westfalen. Auf dem jüdischen Friedhof am Kreuzweg im Krefelder Stadtteil Linn sind 64 Grabsteine erhalten.

## Geschichte
Die älteste Erwähnung des Friedhofs datiert aus dem Jahr 1751, er existierte jedoch wohl schon mehrere Jahrzehnte vorher. 1778 wurde der Friedhof erweitert; er wurde dann bis 1936 belegt. Der älteste erhaltene Grabstein datiert von 1792, der jüngste aus dem Jahr 1936. Bis Mitte des 19. Jahrhunderts diente der Friedhof auch den Osterather Juden als Begräbnisplatz. Während der NS-Zeit wurde der Friedhof beschädigt.
Der Friedhof umfasst heute 1426 Quadratmeter, insgesamt existierten hier ca. 200 Gräber aus vier Jahrhunderten. Wie die beiden anderen jüdischen Friedhöfe in Krefeld wird der jüdische Friedhof in Linn heute von der Stadt Krefeld unterhalten und gepflegt.